# Villé
Villé (elsässisch Willer, deutsch Weiler) ist eine französische Gemeinde mit 1775 Einwohnern (Stand 1. Januar 2021) im Département Bas-Rhin in der Europäischen Gebietskörperschaft Elsass und in der Region Grand Est. Sie gehört zum Arrondissement Sélestat-Erstein und zum Kanton Mutzig.

## Geografie
Villé liegt am Giessen in den Vogesen, etwa 15 Kilometer nordwestlich von Sélestat. Das Tal des Giessen, der von Südwesten kommt und nach Südosten abbiegt, erweitert sich im Bereich Villé zu einem Kessel. Nach Nordwesten öffnet sich das Tal des Ruisseau du Giessen de Steige, nach Norden das Tal des Erlenbaches und nach Süden das Luttenbachtal.
Nachbargemeinden von Villé sind Albé im Nordosten, Triembach-au-Val im Osten, Neuve-Église im Südosten, Breitenau und Bassemberg im Südwesten sowie Saint-Martin im Nordwesten.

## Geschichte
Weiler war während des Ersten Weltkriegs der Ausgangspunkt der von den deutschen Streitkräften verlegten, 42 Kilometer langen Lordonbahn. Während der deutschen Besatzung im Zweiten Weltkrieg wurden 1940 die im Ort verbliebenen jüdischen Einwohner nach Südfrankreich deportiert. Drei ehemalige jüdische Einwohner kamen nach Angaben von Yad Vashem während der NS-Zeit ums Leben.

## Bevölkerungsentwicklung
| Jahr                       | 1962 | 1968 | 1975 | 1982 | 1990 | 1999 | 2009 | 2021 |
| Einwohner                  | 1312 | 1422 | 1530 | 1616 | 1550 | 1743 | 1856 | 1775 |
| Quellen: Cassini und INSEE |      |      |      |      |      |      |      |      |

## Sehenswürdigkeiten

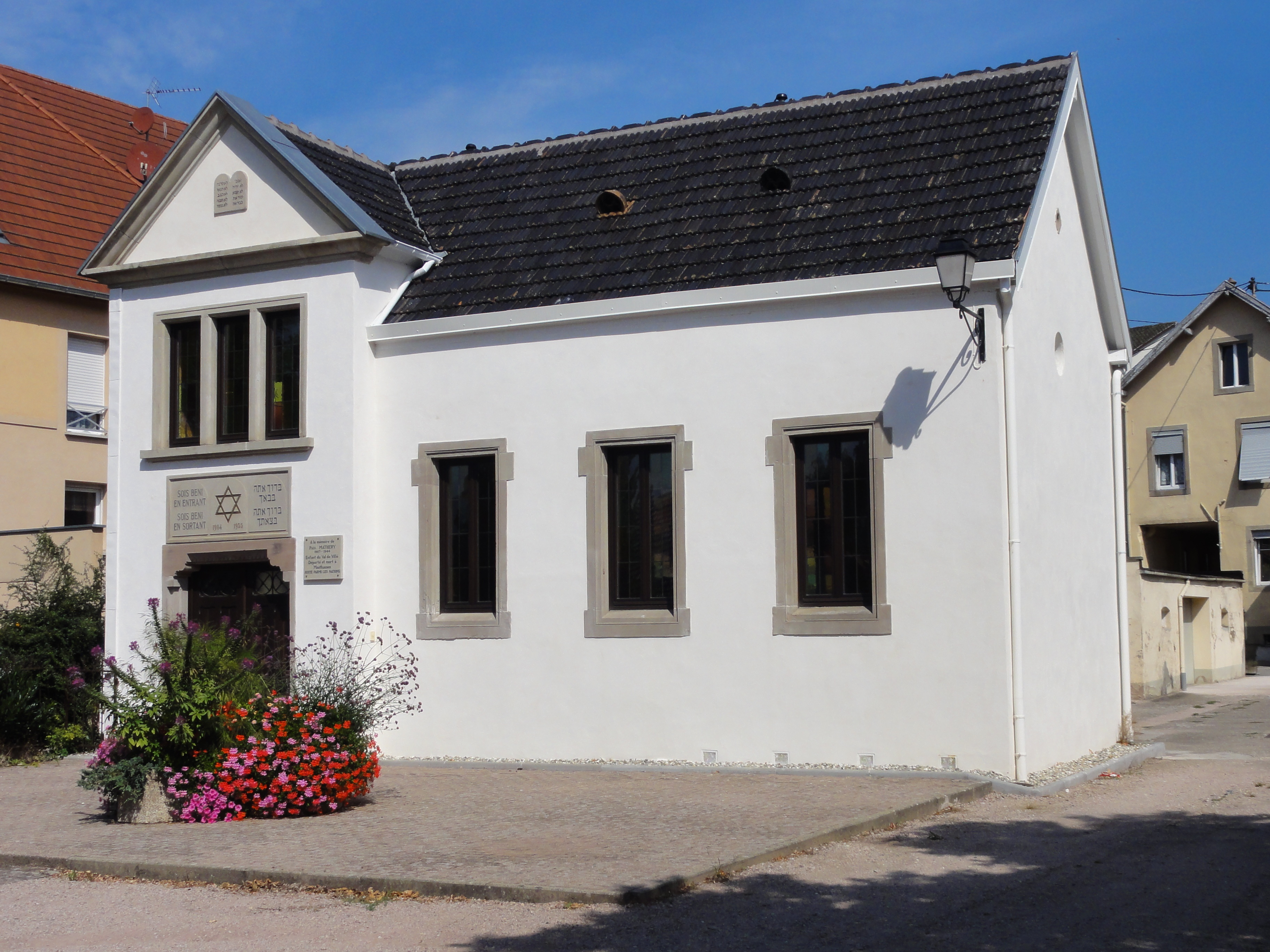
Synagoge Villé

Reformierte Kirche
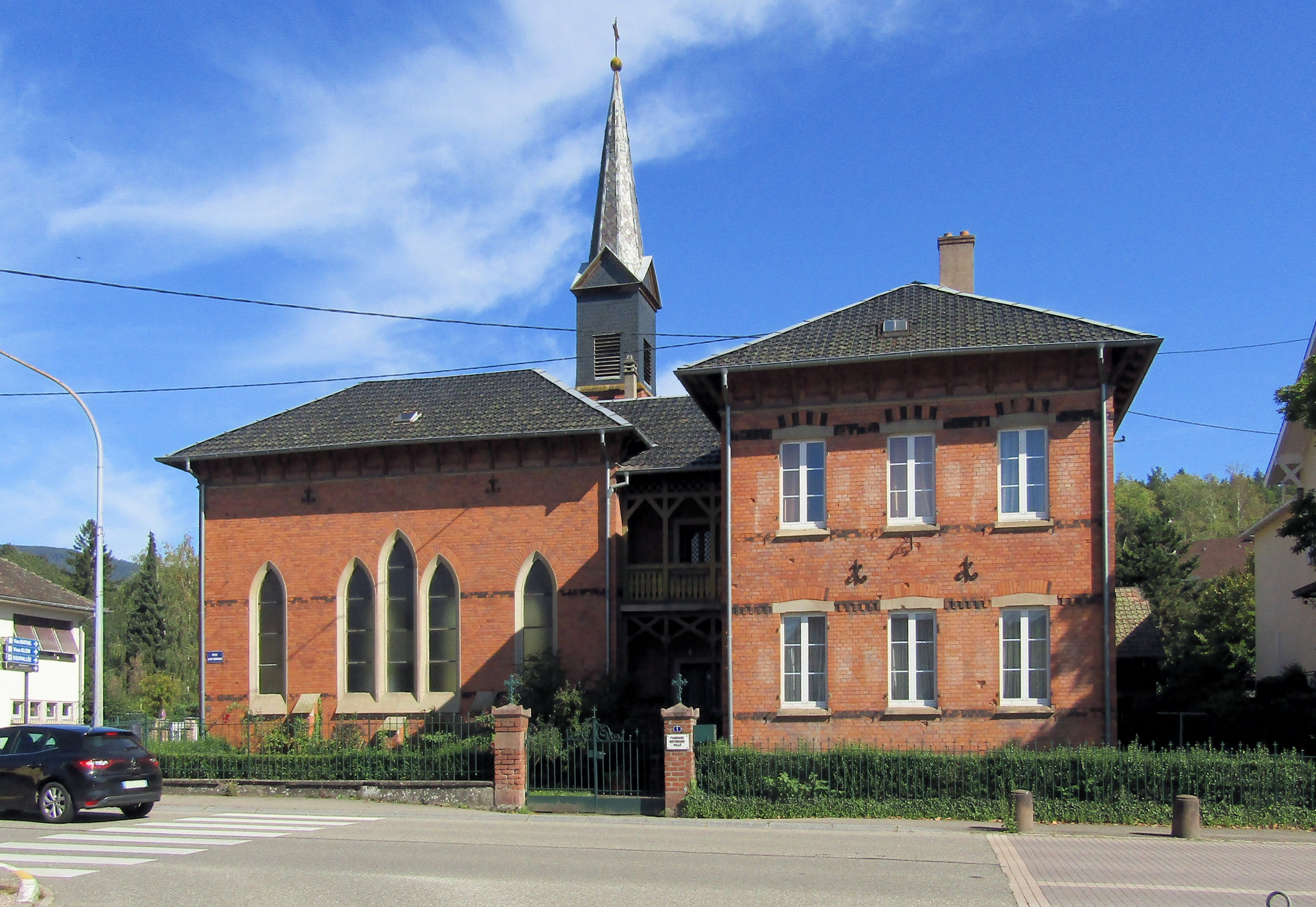
Südwestseite
Nordostseite

- Kirche Mariä Himmelfahrt (Église Notre-Dame-de-l’Assomption)
- Reformierte Kirche
- Synagoge, erbaut 1904

Kirche Mariä Himmelfahrt
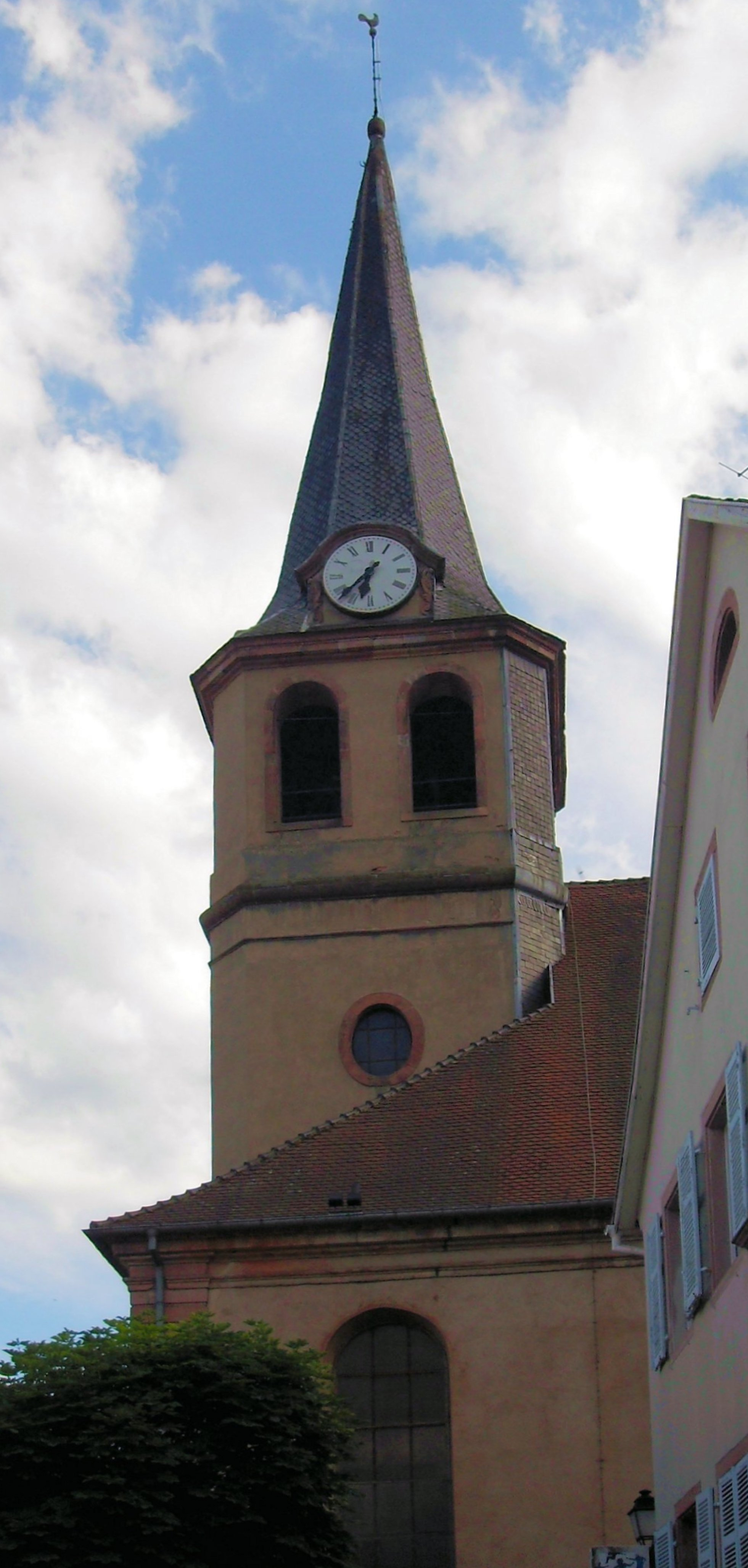
Turm
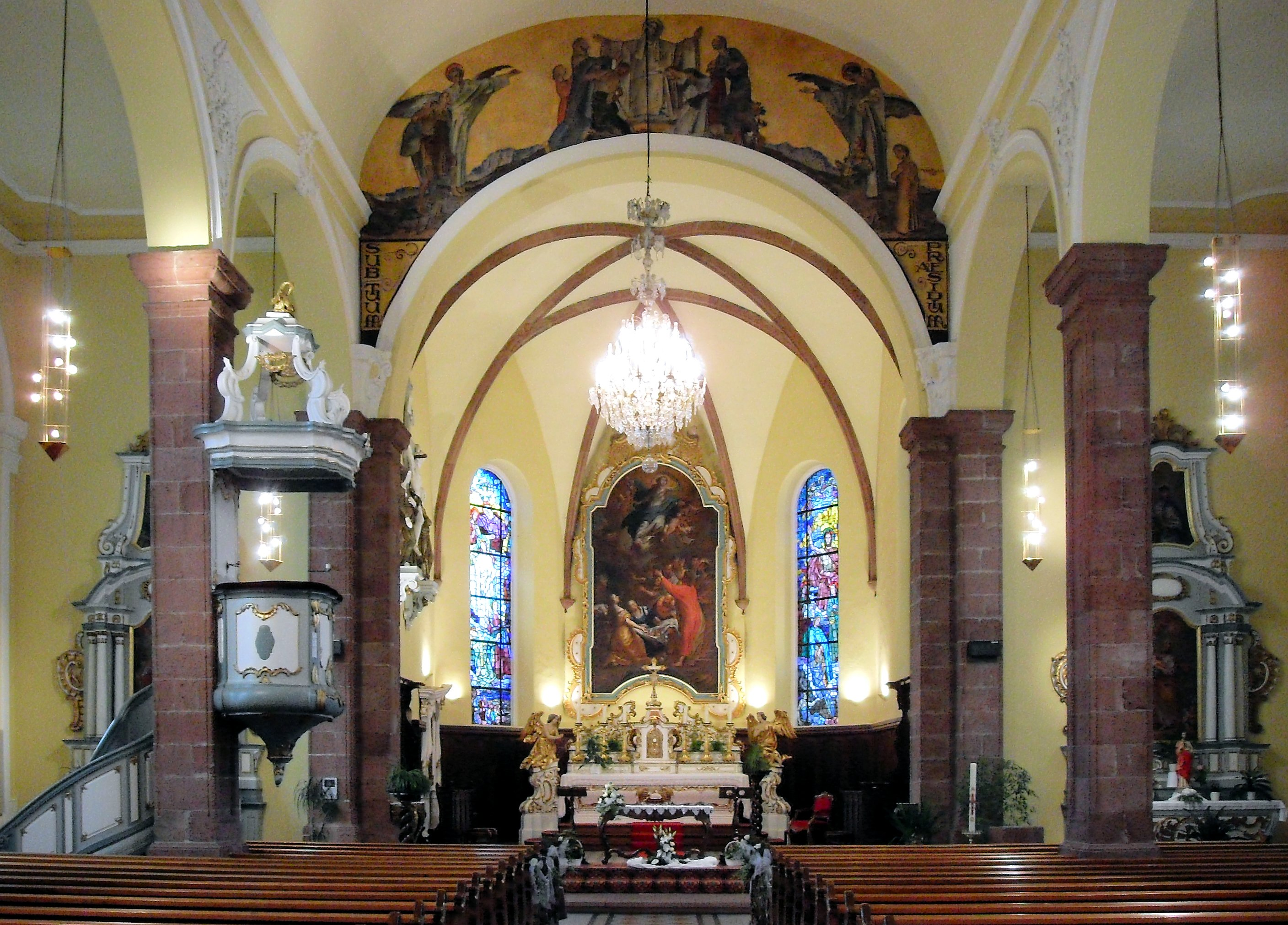
Innenansicht
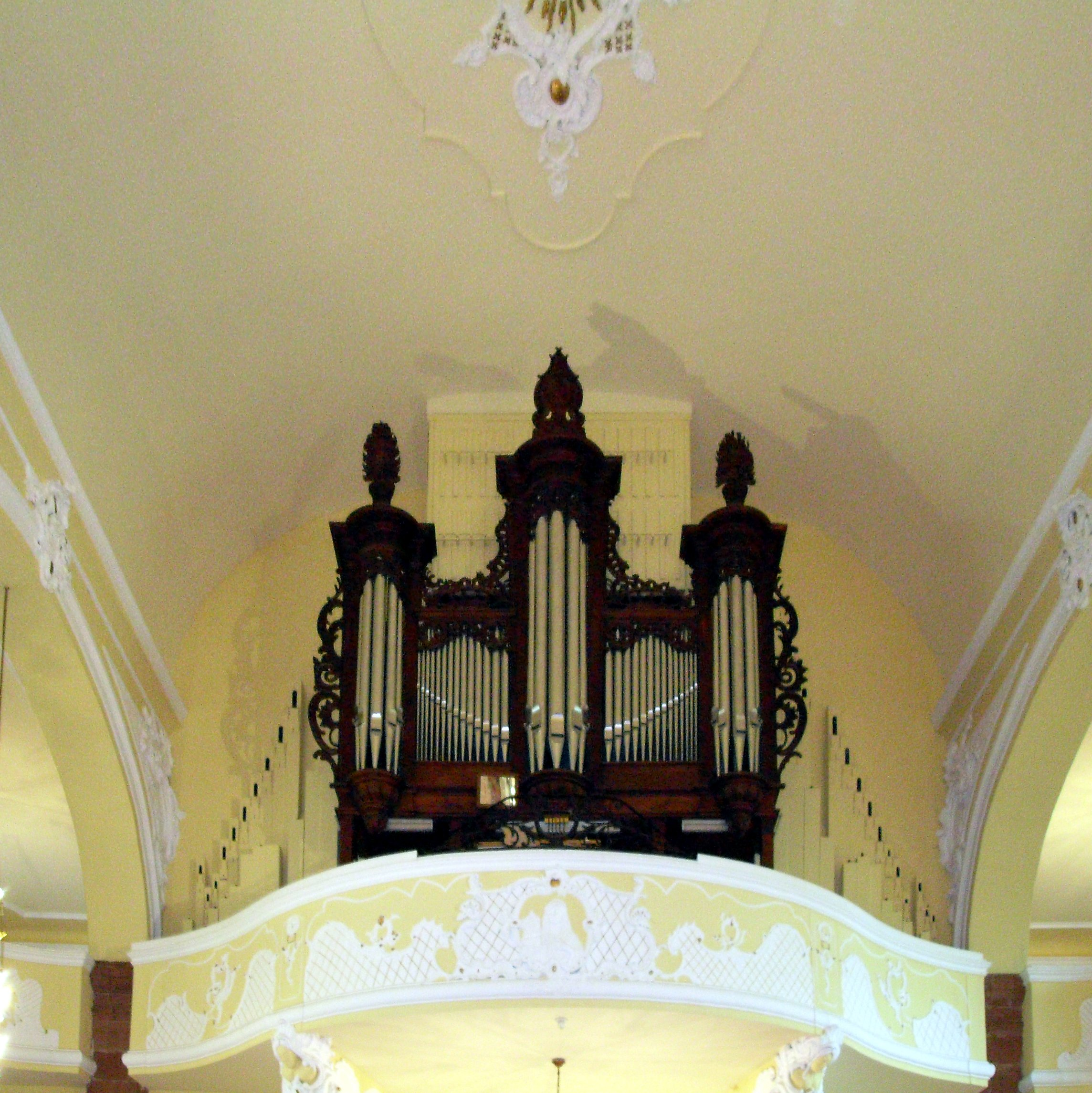
Orgel

- Reformierte Kirche
- Südwestseite
- Nordostseite

## Persönlichkeiten
- Leo Vonderscheer (1864–1929), deutscher Reichstagsabgeordneter, in Villé geboren.
- Joseph Meister (1876–1940) war Bäcker in Villé.
- Roger Siffer (* 1948), elsässischer Kabarettist, Liedermacher und Sänger, in Villé geboren.
- Julien Freund (1921–1993), französischer Soziologe, verbrachte seinen Lebensabend in Villé. Hier wurde er auch begraben.